# Søren Rieks
Søren Rieks (Esbjerg, 7 april 1987) is een Deens voetballer die als aanvallende middenvelder speelt. In januari 2018 verruilde hij IFK Göteborg voor Malmö FF.

## Clubcarrière

### Esbjerg fB
Rieks (uitgesproken als Rex) debuteerde in het seizoen 2005/06 voor Esbjerg fB. In het seizoen 2007/08 werd hij vaste basisspeler voor Esbjerg. Op 20 augustus 2007 scoorde hij tweemaal in een 6-1 overwinning op Lyngby BK. In mei 2008 speelde hij met Esbjerg fB in de finale van de Deense beker. In het met 3-2 verloren duel tegen Brøndby IF scoorde Rieks de beide doelpunten voor zijn club. In totaal kwam hij dat seizoen tot negen doelpunten in 29 wedstrijden. Het jaar erop kwam hij tot zes goals en tien assists in de competitie. Het jaar erop degradeerde Rieks met Esbjerg, waardoor hij in het seizoen 2011/12 op het tweede niveau van Denemarken uitkwam. Daar scoorde hij zeventien goals en gaf hij zes assists in 25 wedstrijden. In totaal kwam Rieks tot 158 wedstrijden voor Esbjerg. Daarin was hij goed voor 43 goals en 29 assists. 

### N.E.C.
In juli 2012 tekende hij voor drie seizoenen bij N.E.C.. Hij maakte op 12 augustus tegen Sc Heerenveen als invaller zijn debuut voor de club. Op 1 september was hij goed voor zijn eerste twee assists in een 4-0 overwinning op PEC Zwolle. Op 29 september scoorde hij zijn eerste goal voor N.E.C. in een 5-1 nederlaag tegen Feyenoord. Rieks werd in zijn eerste jaar vooral als linksbuiten gebruikt en kwam tot twee goals en vijf assists. 
In zijn tweede jaar was hij een stuk doeltreffender. Hij scoorde acht goals en leverde zes assists af, maar degradeerde met N.E.C. Daarop vertrok hij uit Nederland. Hij kwam bij N.E.C. tot tien goals en elf assists in 62 wedstrijden.

### IFK Göteborg
Op 9 augustus 2014 tekende hij tot eind 2017 bij IFK Göteborg uit Zweden, dat halverwege het seizoen zesde stond. Na zijn komst werd er nog maar één keer verloren en werd het tweede. Rieks was goed voor vier goals en vier assists in zijn eerste halfjaar. Op 16 augustus 2015 scoorde Rieks voor het eerst in zijn carrière een hattrick. Hij scoorde drie keer tegen BK Häcken, dat met 4-0 verslagen werd. Hij eindigde op tien competitietreffers, de eerste keer dat hij de dubbele cijfers haalde. 
Op 29 mei 2016 scoorde hij twee keer in de laatste wedstrijd voor de zomerstop tegen Helsingborgs IF (3-1) en dat deed hij ook in de eerste wedstrijd ná de zomerstop tegen GIF Sundsvall. In de zomer van 2016 speelde Rieks mee in acht UEFA Europa League-kwalificatiewedstrijden, maar FK Qarabağ was in de finale te sterk. Dat seizoen scoorde hij twee hattricks in de beker, eerst op 13 oktober tegen Oskarshamns AIK (6-0) en daarna op 26 februari 2017 tegen Arameiska-Syrianska Botkyrka IF. Rieks speelde in totaal 117 wedstrijden voor Göteborg, waarin hij goed was voor 32 goals en 22 assists.

### Malmö FF
In januari 2018 ging hij naar Malmö FF. Daar was hij in augustus 2018 voor het eerst aanvoerder. In september 2019 maakte Rieks zijn debuut in de Europa League. Met Malmö werd Rieks eerste in een poule met FC Kopenhagen, Dynamo Kiev en FC Lugano. In de tussenronde werd het vervolgens uitgeschakeld door VfL Wolfsburg. Twee jaar later maakte Rieks zijn debuut in de UEFA Champions League, maar daarin pakte het slechts één punt in een poule met Juventus FC, Chelsea FC en Zenit St.-Petersburg.

## Clubstatistieken
| Seizoen                     | Club            | Competitie      | Competitie | Competitie | Beker | Beker | Overig | Overig | Totaal | Totaal |
| Seizoen                     | Club            | Competitie      | Wed.       | Dlp.       | Wed.  | Dlp.  | Wed.   | Dlp.   | Wed.   | Dlp.   |
| --------------------------- | --------------- | --------------- | ---------- | ---------- | ----- | ----- | ------ | ------ | ------ | ------ |
| 2005/06                     | Esbjerg fB      | Superligaen     | 1          | 0          | 0     | 0     | –      | –      | 1      | 0      |
| 2006/07                     | Esbjerg fB      | Superligaen     | 11         | 0          | 1     | 0     | –      | –      | 12     | 0      |
| 2007/08                     | Esbjerg fB      | Superligaen     | 27         | 7          | 2     | 2     | –      | –      | 29     | 9      |
| 2008/09                     | Esbjerg fB      | Superligaen     | 28         | 5          | 0     | 0     | –      | –      | 28     | 5      |
| 2009/10                     | Esbjerg fB      | Superligaen     | 30         | 6          | 2     | 0     | –      | –      | 32     | 6      |
| 2010/11                     | Esbjerg fB      | Superligaen     | 27         | 6          | 2     | 0     | –      | –      | 29     | 6      |
| 2011/12                     | Esbjerg fB      | 1. division     | 24         | 17         | 1     | 0     | –      | –      | 25     | 17     |
| 2012/13                     | N.E.C.          | Eredivisie      | 28         | 2          | 1     | 0     | –      | –      | 29     | 2      |
| 2013/14                     | N.E.C.          | Eredivisie      | 28         | 7          | 3     | 1     | 2      | 0      | 33     | 8      |
| 2014                        | IFK Göteborg    | Allsvenskan     | 12         | 2          | 5     | 2     | –      | –      | 17     | 4      |
| 2015                        | IFK Göteborg    | Allsvenskan     | 28         | 10         | 0     | 0     | –      | –      | 28     | 10     |
| 2016                        | IFK Göteborg    | Allsvenskan     | 22         | 4          | 3     | 1     | 4      | 0      | 29     | 5      |
| 2017                        | IFK Göteborg    | Allsvenskan     | 30         | 5          | 5     | 7     | 8      | 1      | 43     | 13     |
| 2018                        | Malmö FF        | Allsvenskan     | 26         | 10         | 6     | 0     | –      | –      | 32     | 10     |
| 2019                        | Malmö FF        | Allsvenskan     | 27         | 9          | 0     | 0     | 16     | 0      | 43     | 9      |
| 2020                        | Malmö FF        | Allsvenskan     | 25         | 5          | 5     | 1     | 14     | 1      | 44     | 7      |
| 2021                        | Malmö FF        | Allsvenskan     | 18         | 6          | 0     | 0     | 4      | 2      | 22     | 8      |
| 2022                        | Malmö FF        | Allsvenskan     | 15         | 2          | 6     | 0     | 11     | 2      | 32     | 4      |
| 2023                        | Malmö FF        | Allsvenskan     | 28         | 3          | 1     | 0     | 5      | 0      | 34     | 3      |
| 2024                        | Malmö FF        | Allsvenskan     | 1          | 1          | 3     | 1     | 0      | 0      | 4      | 2      |
| Carrière totaal             | Carrière totaal | Carrière totaal | 436        | 107        | 45    | 15    | 64     | 6      | 545    | 128    |
| Bijgewerkt op 2 april 2024. |                 |                 |            |            |       |       |        |        |        |        |

## Interlandcarrière
Hij kwam in 2007 en 2008 zeven keer uit voor Jong Denemarken en scoorde in deze duels één keer. Op 14 november 2009 maakte Rieks zijn debuut voor Denemarken in de oefenwedstrijd tegen Zuid-Korea, net als Leon Jessen (FC Midtjylland) en Johan Absalonsen (OB Odense). Vier dagen later maakte hij tegen de Verenigde Staten in zijn tweede interland zijn eerste doelpunt.

## Erelijst
- 1. division: 2011/12
- Beste speler van de 1. division 2011
- Svenska Cupen 2015, 2022
- Zweeds kampioen: 2020, 2021, 2023